# Cantonul Salviac
Cantonul Salviac este un canton din arondismentul Gourdon, departamentul Lot, regiunea Midi-Pyrénées, Franța.

## Comune
| Comune        | Populație (1999) | Cod poștal | Cod INSEE |
| ------------- | ---------------- | ---------- | --------- |
| Dégagnac      | 507              | 46340      | 46087     |
| Lavercantière | 183              | 46340      | 46164     |
| Léobard       | 181              | 46300      | 46169     |
| Rampoux       | 88               | 46340      | 46234     |
| Salviac       | 1 076            | 46340      | 46297     |
| Thédirac      | 275              | 46150      | 46316     |